# Phaea andrewsi
Phaea andrewsi là một loài bọ cánh cứng trong họ Cerambycidae.